# 歷代名臣奏議
《歷代名臣奏議》是中國從商朝到元朝的奏議彙編，在四庫全書之中為史部詔令、奏議類。
明永樂十四年（1416年）楊士奇、黃淮等應詔編纂，張溥為序。凡350 卷。全書分為君德、聖學、孝親、敬天、郊廟、法祖、儲嗣、宗室、經國、用人、選舉、考課、水利、賦役、御邊等64門，輯錄包括晏子、管仲、李斯、陳平、賈誼、諸葛亮、魏徵、柳宗元、富弼、歐陽修、司馬光、王安石、王禹偁、辛棄疾、完顏素蘭等名臣奏疏八千餘篇。該書取材廣泛，舉凡歷代政治得失、典制沿革、用人賞罰，無不收錄。是研究中國歷史的重要史料。